# آگهی غیر بازرگانی
آگهی‌های غیربازرگانی، (به انگلیسی: Non-commercial advertising)، آگهی‌هایی هستند که توسط موسسات خیریه، گروه‌های مدنی، موسسه‌های مذهبی، سیاسی یا دولتی انجام می‌شوند. بسیاری از این تبلیغات غیرتجاری، به دنبال جمع‌آوری سرمایه هستند.
اهداف اصلی آگهی‌های غیربازرگانی عبارتند از:
- عمومی کردن یک جنبش اجتماعی
- تغییر دادن عادات
- کاهش اتلاف منابع
- اشتراک گذاری دیدگاه‌های سیاسی
- بهبود نگرش عمومی

تبلیغات دهان به دهان نیز به عنوان تبلیغات غیرتجاری در رابطه با کالاها یا خدمات تلقی می‌شود: چراکه ارتباطی چهره به چهره مربوط به محصولات بین دوستان، بستگان و سایرین است. از آنجایی که غیرتجاری است، معمولاً به عنوان یک منبع اطلاعات بی طرفانه تلقی می‌شود.